# Saison 18 de NCIS : Enquêtes spéciales
Chronologie
Saison 17 Saison 19
Cet article présente le guide des épisodes de la dix-huitième saison de la série télévisée américaine NCIS : Enquêtes spéciales. 

## Distribution

### Acteurs principaux
- Mark Harmon (VF : Hervé Jolly) : Leroy Jethro Gibbs, chef d'équipe du NCIS
- Sean Murray (VF : Adrien Antoine) : Timothy McGee, agent spécial du NCIS
- Emily Wickersham (VF : Barbara Beretta) : Eleanor « Ellie » Bishop, agent spécial du NCIS
- Wilmer Valderrama (VF : Eilias Changuel) : Nick Torres, agent spécial du NCIS
- Maria Bello (VF : Déborah Perret) : Jacqueline « Jack » Sloane, agent spécial du NCIS et psychologue (épisodes 1 à 8)
- Brian Dietzen (VF : Christophe Lemoine) : Jimmy Palmer, médecin légiste du NCIS
- Diona Reasonover (VF : Vanessa Van-Geneugden) : Kasie Hines, experte scientifique du NCIS
- Rocky Carroll (VF : Serge Faliu) : Leon Vance, directeur du NCIS
- David McCallum (VF : Michel Le Royer) : Donald Mallard, historien et ancien médecin légiste du NCIS (3 épisodes)

### Acteurs réguliers
- Joe Spano (VF : Patrick Raynal) : Tobias Fornell, ex-Agent du FBI, meilleur ami de Gibbs et détective privé (épisodes 1, 3, 5 et 9)
- Sean Harmon : Leroy Jethro Gibbs (jeune) (épisode 2)
- Adam Campbell : Donald "Ducky" Mallard (jeune) (épisode 2)
- Margo Harshman (VF : Inconnu) : Delilah McGee, analyste du DOD et femme de McGee (épisodes 4 et 5)
- Juliette Angelo : Emily Fornell , la fille de Tobias Fornell (épisodes 4 et 5)
- Laura San Giacomo : Dr Grace Confalone, psychologue (épisode 10)
- Pam Dawber (VF : Inconnu) : Marcie Warren, journaliste d'investigation (épisodes 11, 12, 15 et 16)
- Zane Holtz : Dale Sawyer (épisode 11)
- Katrina Law (VF : Laëtitia Laburthe Tolra) : Jessica Knight, agent du NCIS REACT (épisodes 15 et 16)

## Production
Le 5 mai 2020, la série est renouvelée pour une dix-huitième saison.
La saison comporte 16 épisodes, dû une nouvelle fois à la pandémie de Covid-19. Elle est diffusée du 17 novembre 2020 au 25 mai 2021.
En France, la saison est diffusée sur M6 du 19 mars 2021 au 29 octobre 2021.
À cause de la pandémie de covid-19, les six premiers épisodes de cette saison se déroule entre les épisodes 8 et 18 de la saison précédente.
Cette saison, marque le départ de Maria Bello, qui interprétait Jackie Sloane depuis la saison 15, son personnage quitte la série au terme de l'épisode 8.
Cette saison marque également le départ de Emily Wickersham qui interprétait Eleanor "Ellie" Bishop depuis la saison 11, elle quitte la série au terme du dernier épisode de la saison.
Katrina Law qui interprète Jessica Knight, apparaît pour la première dans la série pendant les épisodes 15 et 16, elle deviendra personnage principal lors de la prochaine saison.
L'épisode 2 de la saison, marque le 400e épisode de la série, cet épisode retrace la rencontre entre Gibbs et Ducky.
Margo Harshman, Laura San Giacomo et Joe Spano sont revenus en tant que récurrents dans un ou plusieurs épisodes de cette saison.

## Épisodes

### Épisode 1:Butch et le Kid
- États-Unis /  Canada : 17 novembre 2020 sur CBS / Global
- Suisse : 14 mars 2021 sur RTS 1
- France : 19 mars 2021 sur M6
- Belgique : 23 mars 2021 sur RTL-TVI

- États-Unis : 10,35 millions de téléspectateurs[5] (première diffusion)
- France : 3,22 millions de téléspectateurs[6] (première diffusion)

- Joe Spano : Tobias Fornell (1/4)
- Victoria Gabrielle Platt : Agent Spécial du NCIS Veronica  "Ronnie" Tyler
- Brian Stepanek : Karl Chunck/ SDF/ Arda Dogan
- Wendy Worthington : Gila Shaw
- Carlos Acuña : Milo le garde
- Shirley Jordan : Mary Tyler
- Grace Powell : Joyce
- Sara Devine : Jasmine Tyler

- Cet épisode se déroule chronologiquement entre l'épisode 8 et l'épisode 9 de la saison 17.
- Le titre original fait référence à l'excuse de Gibbs, la saison de l'esturgeon.

### Épisode 2:Au commencement
- États-Unis /  Canada : 24 novembre 2020 sur CBS / Global
- Suisse : 21 mars 2021 sur RTS 1
- Belgique : 23 mars 2021 sur RTL-TVI
- France : 2 avril 2021 sur M6

- États-Unis : 10,15 millions de téléspectateurs[5] (première diffusion)
- France : 2,86 millions de téléspectateurs[7] (première diffusion)

- Sean Harmon : Leroy Jethro Gibbs (jeune)
- Adam Campbell : Donald "Ducky" Mallard (jeune)
- Vito d'Ambrosio : Jonny Zucado
- Dajuan Johnson : Agent spécial du NIS Edward Scott
- Louis Mustillo : Emilio Zucado
- Thomas Crawford : Dr Magnus (jeune)
- Gabrielle Walsh : Agent spécial du NIS Michelle Stamos
- Matthew Furfaro : Jonny Zucado (jeune)
- Ben Turner Dixon : Mike Franks (jeune)
- Jered Solow : Emilio Zucado "Le moucheté" (jeune)
- Franco Fox : Homme de main

- Il s'agit du 400e épisode de la série et retrace la rencontre entre Gibbs et Ducky.
- Cet épisode se déroule chronologiquement entre l'épisode 9 et l'épisode 10 de la saison 17.

### Épisode 3:Chasse au trésor
- États-Unis /  Canada : 8 décembre 2020 sur CBS / Global
- Suisse : 28 mars 2021 sur RTS 1
- Belgique : 30 mars 2021 sur RTL-TVI
- France : 9 avril 2021 sur M6

- États-Unis : 8,53 millions de téléspectateurs[5] (première diffusion)
- France : 2,73 millions de téléspectateurs[8] (première diffusion)

- Joe Spano: Agent Tobias Fornell (2/4)
- Thomas F. Wilson : Angus Demint
- Mariana Klaveno : Margot Demint
- Anthony Konechny : Simon Felcher
- Bahni Turpin : Camille West
- Tamika Simpkins : Jill
- Nick Boraine : Merriweather
- Isiah Adams : Chad
- Anna Grace Barlow : Karen
- Bennyc Briseno : Xander Price

- C'est la première fois en plus de 17 ans d'existence que la série passe en dessous de la barre des 10 et 9 millions de téléspectateurs, avec une audience de 8,53 millions.
- Cet épisode se déroule toujours chronologiquement entre l'épisode 9 et l'épisode 10 de la saison 17.

### Épisode 4:L'Amour du risque
- États-Unis /  Canada : 19 janvier 2021 sur CBS / Global
- Belgique : 30 mars 2021 sur RTL-TVI
- Suisse : 4 avril 2021 sur RTS 1
- France : 16 avril 2021 sur M6

- États-Unis : 9,63 millions de téléspectateurs[5] (première diffusion)
- France : 3,01 millions de téléspectateurs[9] (première diffusion)

- Margo Harshman : Delilah Fielding-McGee (1/2)
- Juliette Angelo : Emily Fornell
- Robert Mailhouse : Malcolm Lucas
- Jennifer Baxter : Sienna Michaels alias Beach Bum
- Chris Butler : Clarence
- Chet Grissom : Rupert Kittridge
- Vasthy Mompoit : Janique
- Gabriel Sousa : Jared
- Georgia Leva : Lisa
- Gwen Holloway : Animatrice Alcooliques Anonymes
- Jessica Jade Andres : Rachel
- Isaac Gonzalez Rossi : Marco
- Neal Kodinsky : Viktor

- Cet épisode se déroule chronologiquement entre l'épisode 12 et l'épisode 13 de la saison 17.
- En discutant avec McGee, Delilah mentionne la série Bull, qui est la nouvelle série dans laquelle apparaît Michael Weatherly, l'interprète de Tony DiNozzo.

### Épisode 5:La Tête du serpent
- États-Unis /  Canada : 19 janvier 2021 sur CBS / Global
- Belgique : 6 avril 2021 sur RTL-TVI
- Suisse : 11 avril 2021 sur RTS 1
- France : 23 avril 2021 sur M6

- États-Unis : 8,74 millions de téléspectateurs[5] (première diffusion)
- France : 3,01 millions de téléspectateurs[10] (première diffusion)

- Joe Spano : Tobias Fornell (3/4)
- Margo Harshman : Delilah Fielding-McGee (2/2)
- Juliette Angelo : Emily Fornell
- Nick Boraine : Merriweather a.k.a. Alexi Myshkin
- Tajh Bellow : Quartier-maître de première classe Samuel Miles
- Isiah Adams : Chad Hamilton a.k.a. Vladmir Ivinov
- Anna Grace Barlow : Karen a.k.a. Sasha Myshkin
- Neal Kodinsky : Viktor
- Tudor Munteanu : Ivan
- Geri-Nicole Love : Secouriste

### Épisode 6:1 millimètre
- États-Unis /  Canada : 26 janvier 2021 sur CBS / Global
- Belgique : 6 avril 2021 sur RTL-TVI
- Suisse : 18 avril 2021 sur RTS 1
- France : 30 avril 2021 sur M6

- États-Unis : 10,02 millions de téléspectateurs[5] (première diffusion)
- France : 2,90 millions de téléspectateurs[11] (première diffusion)

- David Carzell : Michael Hodge
- Chris Boudreaux : Jesse Duncan
- Charles Carpenter : Marcus Mayes

### Épisode 7:Le Premier jour
- États-Unis /  Canada : 9 février 2021 sur CBS / Global
- Belgique : 13 avril 2021 sur RTL-TVI
- Suisse : 25 avril 2021 sur RTS 1
- France : 27 août 2021 sur M6

- États-Unis : 9,74 millions de téléspectateurs[5] (première diffusion)
- France : 2,45 millions de téléspectateurs[12] (première diffusion)

- Anthony L. Fernandez : Luis Carter
- Dominique Columbus : Corey Jackson
- Adilah Barnes : Miss Nellie
- Dele Ogundiran : Shelby Roberts
- Austen Parros : Marcus
- Lorena Jorge : Drea
- Jaleesa Mendez : Carmen

- Cet épisode permet à la série de revenir dans le présent avec la mise en place des gestes barrière de la Covid19.
- On apprend que la femme de Jimmy Palmer, Breena, est décédée de la Covid19 quelques semaines plus tôt.

### Épisode 8:Au nom de toutes les femmes
- États-Unis /  Canada : 2 mars 2021 sur CBS / Global
- Belgique : 13 avril 2021 sur RTL-TVI
- Suisse : 2 mai 2021 sur RTS 1
- France : 3 septembre 2021 sur M6

- États-Unis : 9,60 millions de téléspectateurs[5] (première diffusion)
- France : 2,25 millions de téléspectateurs[13] (première diffusion)

- Ismail Bashey : Nabi
- Wais Wardak : Farokh
- Michael Goldsmith : Ben Mitchell
- Javon Johnson : Agent spécial du NCIS Eric Freeman
- Sarah G. White : Samantha Watkins a.k.a. Mom
- Nima Jafari : Tahir
- Ariana Elavia : Yazmin
- Hedyeh Falsafi : Mère de Yazmin
- Manny Cartier : Marine
- Sara Emami : Darya

### Épisode 9:Glacé
- États-Unis /  Canada : 9 mars 2021 sur CBS / Global
- Suisse : 9 mai 2021 sur RTS 1
- Belgique : 7 septembre 2021 sur RTL-TVI
- France : 10 septembre 2021 sur M6

- États-Unis : 9,77 millions de téléspectateurs[5] (première diffusion)
- France : 2,13 millions de téléspectateurs[14] (première diffusion)

- Joe Spano : Agent Tobias Fornell (4/4)
- Lawrence Kao : Pete Cannizaro
- Adam Ferrara : Sammy Craig
- Francis Gonzalez : Rich Reilly
- Patrick Cox : Responsable de la réglementation du stationnement Carl Bjork
- Skye LaFontaine : Betty Rose
- Shane Coffey : Sean Greco
- Annie Little : Merri Dade
- Emily Liu : Chirurgienne traumatologie

- Nouveau générique à la suite du départ de l'actrice Maria Bello.
- On apprend le décès d'Emily, la fille de Fornell

### Épisode 10:Chien de garde
- États-Unis /  Canada : 16 mars 2021 sur CBS / Global
- Suisse : 16 mai 2021 sur RTS 1
- Belgique : 7 septembre 2021 sur RTL-TVI
- France : 17 septembre 2021 sur M6

- États-Unis : 9,98 millions de téléspectateurs[5] (première diffusion)
- France : 2,28 millions de téléspectateurs[15] (première diffusion)

- Laura San Giacomo : Grace Confalone
- Hugo Armstrong : Inspecteur général du NCIS Eugene Coyle
- Max Adler : Luke Stana
- Jordan Murphy : Capitaine de frégate Ben Randall
- Rickey Eugene Brown : Quartier-maître de deuxième classe Ed Thomas
- Marcos Favela : Quartier-maître de deuxième classe Carlos Garcia
- Nancy Linehan Charles : Ruthann Harrison
- Amrapali Ambegaokar : July Wunderman
- Nikki Crawford : Dr. Shawna Street

### Épisode 11:Sur la touche
- États-Unis /  Canada : 6 avril 2021 sur CBS / Global
- Suisse : 23 mai 2021 sur RTS 1
- Belgique : 14 septembre 2021 sur RTL-TVI
- France : 24 septembre 2021 sur M6

- États-Unis : 10,26 millions de téléspectateurs[5] (première diffusion)
- France : 2,10 millions de téléspectateurs[16] (première diffusion)

- Victoria Platt : Agent Spécial du NCIS Veronica "Ronnie" Tyler
- Pam Dawber : Marcie Warren (1/4)
- William Allen Young : Secrétaire de la Défense Moses McClaine
- Zane Holtz : Agent Spécial du NCIS Dale Sawyer
- Andrew Pifko : Miles Thatcher
- Connie Jackson : Elaine
- Daniel Peera : Nasser Al-Kamal
- Preston Butler III : Kendle Spotnitz
- Paolo Andino : Arthur
- Kamel Haddad : Ministre des affaires étrangères yéménite
- Brick Jackson : Little Pinky

### Épisode 12:Il n'est jamais trop tard
- États-Unis /  Canada : 27 avril 2021 sur CBS / Global
- Suisse : 7 septembre 2021 sur RTS 1
- Belgique : 14 septembre 2021 sur RTL-TVI
- France : 1er octobre 2021 sur M6

- États-Unis : 8,55 millions de téléspectateurs[5] (première diffusion)
- France : 2,44 millions de téléspectateurs[17] (première diffusion)

- Pam Dawber : Marcie Warren (2/4)
- Steven Bauer : Miguel Torres
- Tijuana Ricks : Agent de la CIA Pamela Walsh/Woman
- Christine Dunford : Jeri Fleckman
- Alex Feldman : Sergent des Marines à la retraite Thomas Baird
- Stephanie Cleough : Kelly Larson
- Ektor Rivera :  Le père
- Connie Jackson : Elaine
- Jeff Elam : Officier de police
- Tiago Martinez Castillo : Nick à 5 ans

### Épisode 13:Mauvaise conduite
- États-Unis /  Canada : 4 mai 2021 sur CBS / Global
- Suisse : 14 septembre 2021 sur RTS 1
- Belgique : 21 septembre 2021 sur RTL-TVI
- France : 8 octobre 2021 sur M6

- États-Unis : 9,70 millions de téléspectateurs[5] (première diffusion)
- France : 2,37 millions de téléspectateurs[18] (première diffusion)

- Michael Rupnow : Parker James
- Angela Lin : Procureure de district adjoint Sheila Addison
- Jason Downs : Rodd Renfro
- Sandra Cevallos : Juge Monica Perez
- Amanda Detmer : Charlotte James Bodizinski
- Mary Margaret Lewis : Maude Simmons
- Troy Blendell	: Bernard Wilson
- Maryfrances Careccia : Bailiff
- Greg Berman : Quartier-maître de première classe Mike Benson
- Hilda Boulware : Madam Foreperson
- Michael Chieffo : Randy Devereaux

### Épisode 14:Quelque chose a changé
- États-Unis /  Canada : 11 mai 2021 sur CBS / Global
- Suisse : 14 septembre 2021 sur RTS 1
- Belgique : 21 septembre 2021 sur RTL-TVI
- France : 15 octobre 2021 sur M6

- États-Unis : 8,94 millions de téléspectateurs[5] (première diffusion)
- France : 2,51 millions de téléspectateurs[19] (première diffusion)

- Jack Fisher : Phineas
- Kamran Abbassian : Nazar
- John Bobek :Sergent Barnes
- Anahi Bustillos : Docteur Sarah Hildegard
- Philip Shahbaz : Docteur Hamza Bashar
- John Gloria : George Kaydar
- Pezh Maan : Hassan Sayegh
- Sebastian Quinn : Otto
- Richie Stephens : Edgar Proust
- Karri Turner : Micki Kaydar

### Épisode 15:Une nouvelle famille
- États-Unis /  Canada : 18 mai 2021 sur CBS / Global
- Suisse : 21 septembre 2021 sur RTS 1
- Belgique : 28 septembre 2021 sur RTL-TVI
- France : 22 octobre 2021 sur M6

- États-Unis : 8,73 millions de téléspectateurs[5] (première diffusion)
- France : 2,04 millions de téléspectateurs[20] (première diffusion)

- Pam Dawber : Marcie Warren (3/4)
- Katrina Law : Agent spécial du NCIS REACT Jessica Knight (1/2)
- Chris Browning : Agent spécial superviseur du NCIS REACT Tom Dalton
- Edward Gelhaus : Agent spécial du NCIS REACT Edward Madden
- Cody Esquivel : Agent spécial du NCIS REACT Benji Vargas
- Emmie Nagata : Agent spécial du NCIS REACT Diane Ono
- Tim Fox : Second maître Toby Withers
- Alison Rood : Tina
- West Liang : Peter Kessler
- Tristan Cunningham : Infirmière Janeway

Première apparition de Jessica Knight, agent spécial du NCIS REACT.

### Épisode 16:La Règle 91
- États-Unis /  Canada : 25 mai 2021 sur CBS / Global
- Suisse : 21 septembre 2021 sur RTS 1
- Belgique : 28 septembre 2021 sur RTL-TVI
- France : 29 octobre 2021 sur M6

- États-Unis : 8,96 millions de téléspectateurs[5] (première diffusion)
- France : 2,22 millions de téléspectateurs[21] (première diffusion)

- Pam Dawber : Marcie Warren (4/4)
- Katrina Law :  Agent spécial du NCIS REACT Jessica Knight (2/2)
- Rafael Petardi : Afrim Murati
- Elayn J. Taylor : Odette Malone
- Donzaleigh Abernathy : Directeur adjoint de la NSA Ronda Ellis